# Endotossina
L'endotossina è un composto tossico che si sviluppa all'interno di agenti patogeni quali i batteri; a differenza delle esotossine, le endotossine sono di natura lipopolisaccaridica ed hanno profili d'azione molto simili tra loro.

## Un esempio di endotossina
Un esempio tipico di endotossina è rappresentato dal lipopolisaccaride (LPS), che è presente nella membrana esterna dei batteri Gram-negativi (si definiscono tali quei batteri che si tingono di rosso con la colorazione ideata da Hans Christian Gram).
Il lipopolisaccaride è costituito dal nucleo R, da una catena polisaccaridica ripetuta laterale O (la sua parte idrofila), e dal lipide A (responsabile degli effetti tossici). L'endotossina è la parte antigenica del batterio Gram-negativo, ovvero la parte in base alla quale vengono sviluppati gli anticorpi dell'organismo ospitante. Gli anticorpi vengono però formati solo sulla base della matrice della catena polisaccaride O, mentre la parte lipidica (quella tossica) varia la sua struttura nei vari tipi di endotossine, riducendo così la possibilità dell'organismo di difendersi.

## Azioni ed effetti
Le endotossine sono le principali responsabili delle conseguenze cliniche delle infezioni di batteri gram-negativi, come nel caso delle meningiti fulminanti, inoltre queste molecole costituiscono una barriera che limita l'azione degli antibiotici. Gli effetti scatenati dalle endotossine vanno dalla febbre allo shock irreversibile, dalla difficoltà negli scambi fra sangue e tessuti fino a conseguenze letali. Nello stesso tempo sono però in grado di potenziare le difese immunitarie e proteggere l'organismo dalle infezioni virali e batteriche.
Le endotossine sono contaminanti frequenti del DNA plasmidico estratto dai batteri, e devono essere rimosse dal DNA per evitare reazioni infiammatorie nel corso delle applicazioni in vivo, quali la terapia genica. Nelle preparazioni farmaceutiche, è necessario rimuovere tutte le tracce di endotossine che possono coinvolgere il processo di produzione, perché anche piccole quantità potrebbero causare lievi effetti clinici di tipo tossico nei pazienti trattati con i prodotti contaminati.
L'ipotesi più probabile è che i gram-negativi producano endotossine perché ne hanno bisogno; secondo studi recenti sembrerebbe che queste sostanze aiutino i batteri a riprodursi, inoltre i batteri utilizzano le endotossine a scopo difensivo.

## Storia
Gli studi e le ricerche sulle endotossine iniziarono subito dopo le scoperte di Robert Koch, e fu proprio un suo allievo, Richard Pfeiffer a rilevare che l'agente eziologico del colera sintetizzava anche una sostanza che veniva liberata solo quando le cellule si decomponevano, e nell'ipotesi che la sostanza restasse all'interno del batterio, la chiamò endotossina, anche se poi si è scoperto che quest'ultima si trova sulla superficie della cellula. Solamente negli anni trenta, ricercatori francesi, statunitensi e inglesi compresero le caratteristiche della tossina resistente al calore. Negli anni quaranta Murray J.Shear, scoprì che la sostanza tossica e capace di provocare una regressione dei tumori era costituita di lipidi e polisaccaridi. Alla fine degli anni quaranta, in Germania, Otto Westphal e Otto Luderitz dimostrarono che tutti i gram-negativi producono endotossine e compresero anche l'importanza del fosforo sul comportamento degli altri due componenti principali delle endotossine.
Una volta compreso che le glucosammine possiedono un gruppo fosfato, i ricercatori hanno scoperto che le glucosammine sono collegate fra loro grazie ad un ponte gettato fra il primo carbonio ed il sesto, configurazione atipica tranne che nei gram-negativi. In seguito, i ricercatori stabilirono che endotossine formate solo dal lipide A e dal Kdo, che collega il polissacaride al lipide, erano tossiche allo stesso modo delle molecole costituite dal polissacaride intero. Studi recenti hanno confermato che le endotossine tendono a reclutare cellule dell'ospite, costringendole a secernere i mediatori; i macrofagi spesso vengono prescelti dalle endotossine per questa funzione e producono una proteina, denominata fattore di necrosi tumorale, che può indurre effetti negativi, ma anche positivi, come lo spostamento di cellule immunitarie nel sito bersaglio per distruggere cellule tumorali.